# Otakar Brousek starší
Otakar Brousek starší (28. září 1924 Krhanice – 14. března 2014 Praha) byl český divadelní i televizní herec a dabér, hlava celé herecké rodiny.

## Život
V mládí hodně sportoval, hrál na housle a zajímal se o literaturu a divadlo. Začínal jako naprostý ochotník bez jakéhokoliv formálního divadelního vzdělání, amatérsky hrál i režíroval. Ihned po 2. světové válce v roce 1945 začínal jako herec a inspicient v divadle na Kladně, odkud pak v roce 1946 přešel do Studia Národního divadla v Praze k Jindřichu Honzlovi. Po absolvování vojenské základní služby v Armádním uměleckém souboru a působení v Armádním rozhlasu krátce hrál ve smíchovském Realistickém divadle Zdeňka Nejedlého, odkud odešel na šest let do Divadla E. F. Buriana (1952–1959).
Poté působil v letech 1959 až 1990 ve Vinohradském divadle, kde zůstal až do své smrti jako stálý host.
Ztvárnil více než 120 rolí klasického i současného divadelního repertoáru. Za jeho celoživotní mistrovství v činohře jej Herecká asociace v roce 2004 odměnila cenou Thálie.
Účinkování ve filmu bylo vzácnější, i tak hrál přibližně ve 40 snímcích, např. Andělská tvář, Svatby pana Voka, Můj brácha má prima bráchu či F. L. Věk.
Jednalo se o herce s mimořádně precizní dikcí a vysoce kultivovaným hereckým projevem. Byl i výborným recitátorem, konferenciérem, dabérem a voiceoverem. Daboval například George Cowleyho v britském seriálu Profesionálové a celých jedenáct let postavu Albuse Brumbála v kouzelnické filmové sérii Harry Potter. V roce 1996 získal Cenu Františka Filipovského za celoživotní mistrovství v dabingu.

### Rodinný život
Od září 1965 byl podruhé ženatý, a to s bývalou tanečnicí Národního divadla v Praze a herečkou Lukou Rubanovičovou. Obě jeho děti z prvního manželství (manželka předčasně zemřela) – syn Otakar Brousek mladší a dcera Jaroslava Brousková – jsou herci. Také jejich partneři, Ladislav Potměšil, manžel Jaroslavy Brouskové, a Zuzana Mixová, první manželka Otakara Brouska mladšího, jsou herci.
O své rodině pojednal v knize Otakar Brousek o sobě… sága rodu Brousků (2002).

## Dílo

### Film
- 1949 Revoluční rok 1848 – role: důstojník u císaře
- 1950 Racek má zpoždění – role: pekař Karel
- 1950 Malý partyzán – role: dělník Hrubeš

### Televize
- 1962 U řeky (přednes lyrické povídky Františka Hrubína) z cyklu Malá noční povídka. Pořad spoluuváděl i autor povídky František Hrubín
- 1969 Komediantská historie (TV inscenace románu Anatola France) – role: ředitel divadla Pradel
- 1971 Rozsudek (TV seriál) – role: plukovník Veleba
- 1971 Zločin na Zlenicích hradě (TV inscenace) - role: Oldřich z Týnce
- 1972 Pohár za první poločas (TV film) – role: předseda fotbalového oddílu
- 1974 Chytrost má děravé šaty (TV pohádka) – role: vezír
- 1976 Noc klavíristy (Krimi) - role: Ing. Zbyněk Kratina

### Rozhlasové role
- 1964 William Shakespeare: Richard III., rozhlasová adaptace, překlad: Zdeněk Urbánek, rozhlasová úprava a režie: Josef Červinka, dramaturgie: Jaromír Ptáček, hudba: Marek Kopele. Hrají: král Richard III. (Jiří Adamíra), král Edvard IV. (Miloš Nedbal), vévoda z Clarence (Otakar Brousek), královna Alžběta (Vlasta Chramostová), lady Anna (Jaroslava Adamová), vévodkyně z Yorku (Leopolda Dostalová), vévoda z Richmondu (Luděk Munzar), vévoda z Buckinghamu (Čestmír Řanda), lord Stanley (Josef Větrovec), lord Hastings (Jaromír Spal), hrabě Rivers (Oldřich Janovský), Catesby (Bohumil Křížek), Radcliff (Bohumil Švarc), Brakenburry (Jiří Suk), londýnský starosta (Ladislav Kulhánek), měšťan a písař (Josef Patočka), vypravěč (Josef Červinka) a další.[8]
- 1967 Alexandre Dumas:Hrabě Monte Cristo (1967), Československý rozhlas, dramatizace: Jiří Zdeněk Novák, režie: Jaroslav Berger;
- 1967 Oldřich Daněk:Dialog v předvečer soudu (1967), Československý rozhlas, hráli: profesor: Karel Höger, prokurátor: Otakar Brousek, sestra: Julie Charvátová, režie: Jiří Roll.
- 1994 Robert Louis Stevenson: Podivný případ Dr. Jekylla a pana Hyda.[9]
- 1998 Hector Hugh Munro: Povídka Podivné příběhy lorda Clovise, překlad: František Vrba,  dramatizace: Jan Žáček, účinkují: Viktor Preiss, Květa Fialová, Stella Zázvorková,Otakar Brousek starší, Petr Nárožný, Jorga Kotrbová, Jiří Štěpnička, Václav Vydra, Stanislav Fišer; režie: Josef Červinka.
- 2001 Joseph Sheridan Le Fanu: Ten, který tě nespouští z očí. Přeložil a zdramatizoval Josef Hlavnička, hudba Petr Mandel, dramaturgie Jana Weberová, režie Hana Kofránková. Osoby a obsazení: Patrick O'Grady (Otakar Brousek), kapitán James Barton (Ladislav Frej), Patrik, právník, potomek O'Gradyho (Ivan Trojan), Generál Montague (Josef Somr), Macklin (Stanislav Fišer), Doktor Richards (Miloš Hlavica), George Norcott (Jiří Ornest), neznámý (Stanislav Oubram), Hawkins (David Novotný), Fiakrista (Steva Maršálek), hlas (Richard Honzovič) a Lady Rochdaleová (Věra Kubánková).[10]
- 2007 Alexandre Dumas: Královna Margot, hráli: Margot (Andrea Elsnerová), Jindřich Navarrský (Michal Zelenka), Karel IX. (Ivan Řezáč), Kateřina Medicejská (Taťjana Medvecká), vévoda de Guise (Martin Písařík), vévoda z Anjou (Aleš Procházka), vévoda z Alenconu (David Novotný), paní de Sauve (Ljuba Krbová), vévodkyně de Nevers (Tereza Bebarová), Gillona (Miroslava Pleštilová), Maurevel (Miroslav Středa), Coligny (Petr Pelzer), chůva Madelon (Viola Zinková), vypravěč (Otakar Brousek); režie: Dimitrij Dudík
- 2008 Bratři Čapkové: Adam stvořitel, role:  Boží hlas, režie: Dimitrij Dudík